# Sozemenós
Salaminius Hermias Sozomenus či Sozemenós, řecky Σωζομενός (asi 400 Bajt Lahíja – asi 450 Konstantinopol) byl byzantský historik věnující se dějinám rané církve.
Pocházel z křesťanské rodiny z pásma Gazy (tehdy Římská říše), vychováván byl místními křesťanskými mnichy, ovlivněnými zejména pouštním mnichem sv. Hilarionem. Později vystudoval právo v Bejrútu a odešel do Konstantinopole, aby zde zahájil právnickou kariéru, možná u dvora východořímského císaře Theodosia II.
Kolem roku 443 začal sepisovat dějiny církve. Napsal dvě takové práce, ale dochovala se jen druhá z nich. Jeho první, dvanáctidílná, práce pokrývala dějiny církve od vzkříšení Ježíše až po porážku římského císaře Licinia v bitvě u Chrysopole roku 324. K Sezemenovým hlavním zdrojům v této práci patřili Eusebios z Kaisareie (Historia ecclesiastica), Hegesippos (Hypomnémata) a Sextus Iulius Africanus (Chronografiai).
Sozomenova druhá práce navazuje přibližně tam, kde jeho první práce skončila. Dedikoval ji císaři Theodosiovi II. Práce je rozdělena do devíti knih, zhruba uspořádaných podle vlády byzantských císařů. Devátá kniha je nedokončená, končí rokem 425, ačkoli Sezemonův původní záměr byl dojít až k roku 439. Podle některých závěr Sezemenus zničil, protože obsahoval pasáž o císařovně Aelii Eudocii, která sice sehrála nepominutelnou roli ve vývoji křesťanství, avšak Sozemenův ochránce, císař Theododius II., ji zapudil kvůli cizoložství. Podle jiných závěr nějaký čas existoval, ale nedochoval se (zdá se, že na něj odkazují někteří pozdější autoři: Nikeforos Kallistos, Theofanes Homologetes a Theodoros Anagnostes). Zdrojem prvních osmi dílů byly zejména spisy Sókrata Scholastika, okrajově Atanáše a Tyrannia Rufina. Devátý díl se opírá o Olympiodora z Théb, který tak byl Sozemenovým jediným nekřesťanským zdrojem.
Nejvíce ze všech raně křesťanských historiků věnoval pozornost misionářské činnosti, je tak základním zdrojem informací o pronikání křesťanství k Arménům či Gótům. Více než jiní se také věnoval mnišství a zakládání klášterů. Méně důvěryhodný byl při referování o dění v západní církvi. Popisované dění málokdy hodnotil, a pokud, pak přijímal hodnocení svých zdrojů, což ale mj. vedlo k jeho obvinění z ariánství a novaciánství (viz Novatianus), to proto, že se podle svých dobových křesťanských čtenářů od těchto heretických učení nedostatečně distancoval, když o nich psal. Podle všeho skutečně nezastával žádný teologický názor, jeho hlavní ideologií byla loajalita ke křesťanskému státu – heretiky odsuzoval jako rozvratníky, ale osobně na ně nijak neútočil ani proti nim neargumentoval. Sám o tom napsal: "Jestliže jsem ocenil vůdce nebo nadšence herezí, pak proto, že obdivuji jejich výmluvnost a jejich přesvědčivost. Nechávám jejich učení soudit ty, kterým je to určeno." I když je tedy jeho dílo hodně odvozené (zvláště od Sokrata), bývá považováno za na svou dobu objektivní.
Na západě jeho práce poprvé vyšla v Paříži roku 1544.